# Shushicë
Shushicë (t. Shushica) – rzeka w południowej Albanii, lewy dopływ Wjosy w zlewisku Morza Adriatyckiego. Długość – około 80 km.
Płynie przez albańską część Epiru, równolegle do wybrzeża, między pasmami Gribe na północy i Çikë na południu. Uchodzi do Vjosë na wysokości miasta Vlorë.